# Ireneusz Kluczek

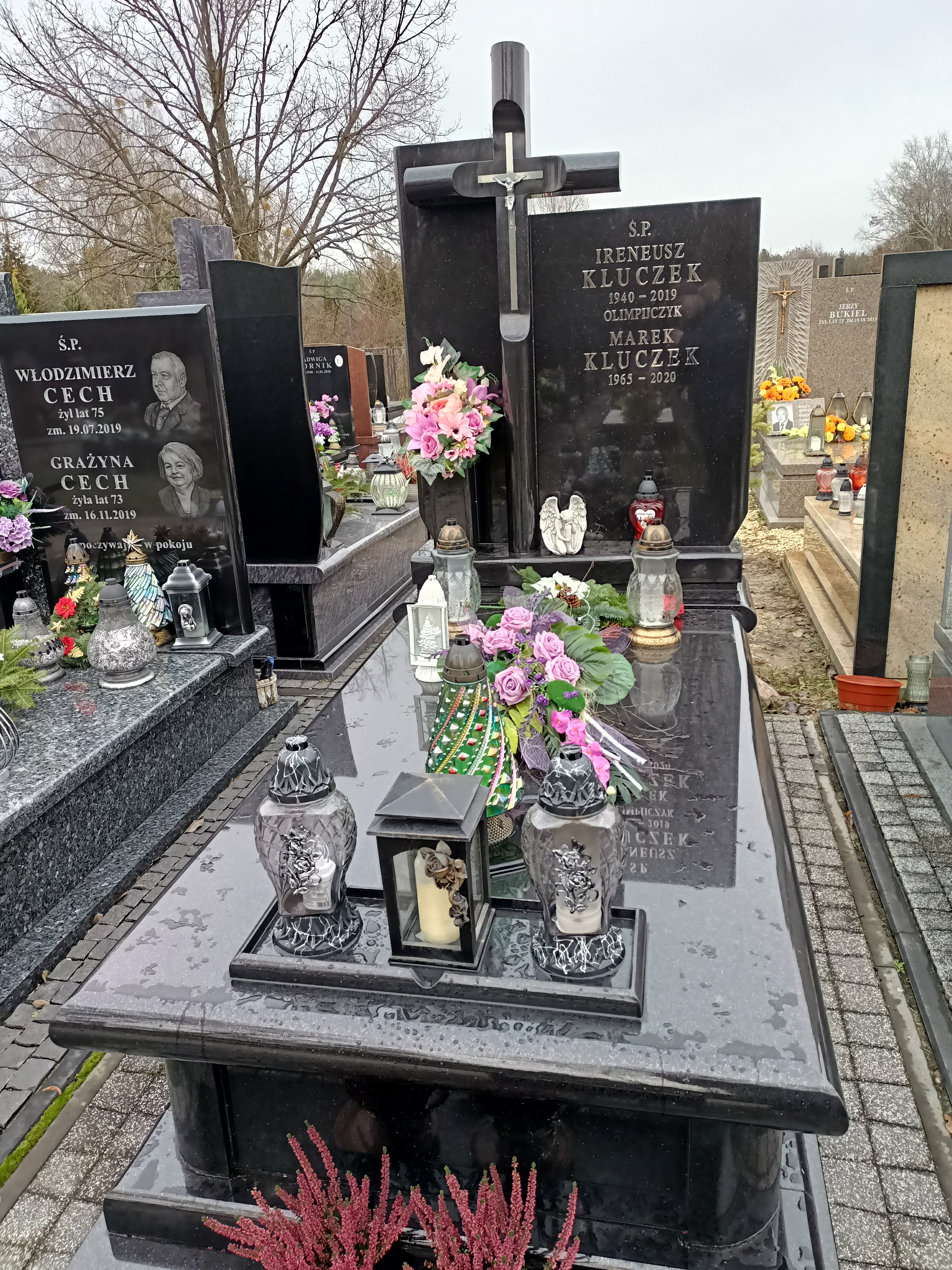
Grób Ireneusza Kluczka na cmentarzu Komunalnym Północnym w Warszawie

Ireneusz Kluczek (ur. 5 maja 1940 w Krasnosielcu, zm. 29 czerwca 2019 w Warszawie) – polski lekkoatleta, olimpijczyk.
Specjalizował się w biegu na 400 metrów. Startował w nim na igrzyskach olimpijskich w 1964 w Tokio (wszedł do ćwierćfinału, w którym nie wystartował). Na tych igrzyskach wystąpił także w sztafecie 4 × 400 metrów, która zajęła 6. miejsce w finale (w składzie: Marian Filipiuk, Kluczek, Stanisław Swatowski, Andrzej Badeński). Był rezerwowym zawodnikiem na igrzyskach olimpijskich w 1960 w Rzymie. Wystąpił w sztafecie 4 × 400 metrów na mistrzostwach Europy w 1962 w Belgradzie (odpadła w eliminacjach).
Wystąpił w 11 meczach międzypaństwowych reprezentacji Polski (bez zwycięstw indywidualnych). Dwukrotnie był rekordzistą Polski w sztafecie 4 × 400 metrów. Był dwukrotnym wicemistrzem Polski (w 1961 i 1962), a raz brązowym medalistą (w 1960) w biegu na 400 metrów.
Rekordy życiowe:
- bieg na 100 metrów – 10,4 s
- bieg na 200 metrów – 21,2 s
- bieg na 400 metrów – 46,8 s

Był zawodnikiem Gwardii Olsztyn i absolwentem AWF w Poznaniu. Zmarł w Warszawie i został pochowany na cmentarzu komunalnym Północnym w Warszawie Kwatera W XIX-1 rząd 1 grób 14.